# 塞里米伊蘇丹
塞里米伊蘇丹（土耳其語：Selimiye Sultan；1530年—1596年），她是奧斯曼帝國蘇丹塞利姆二世的配偶，也是阿布都拉王子與格赫仁蘇丹的母親。

## 傳記
她1530年生於威尼斯，後進入塞利姆王子的後宮成為他最愛的妾。
1543年她在馬尼薩為塞利姆生下一子阿布都拉（死於1566年），1544年她生下唯一的女兒格赫仁蘇丹，後嫁給皮雅利帕夏（1580死於伊斯坦布爾）。
在1596年，她死於特拉布宗的流配宮殿。